# Viera Podhányiová
Viera Podhányiová, née le 19 septembre 1960 à Zlaté Moravce, est une joueuse tchécoslovaque de hockey sur gazon.

## Biographie
Viera Podhányiová fait partie de l'équipe nationale tchécoslovaque médaillée d'argent aux Jeux olympiques d'été de 1980 à Moscou.